# Колумбов дан
Колумбов дан (енгл. Columbus Day), такође познат и као Дан домородачких народа, Дан насљеђа италијанских Американаца или Дан расе,  савезни је празник у Сједињеним Америчким Државама, државни је празник у многим државама у Сјеверној и Јужној Америци, а слави се и у Италији и Шпанији, као и у италијанским заједницама широм свијета. Њиме се званично слави годишњица доласка Кристифора Колумба у Америку, који се искрцао на обалу на Гуанахани, острву на Бахамима, 12. октобра 1492. Празник је први пут слављен у Шпанској империји 1642. године, као дан Колумбовог открића Америке, у Сједињеним Америчким Државама је по први пут слављен 1792. у знак 300 годишњице Колумбовог искрцавања, док је у државама у Јужној Америци почео да се слави у периоду од 1912. до 1922. када је Чиле усвојио празник. У италијанским заједницама у САД слави се од 18. вијека, у Италији се званично слави од 2004. године, као Национални дан Кристофора Колумба, а такође се обиљежава у италијанским заједницама широм свијета, које су познате као Мале Италије.. У већини држава се обиљежава 12. октобра, осим у Сједињеним Америчким Државама, гдје се од 1971. слави другог понедељка у октобру.
Кристофор Колумбо је био италијански истраживач из Ђенове који је предводио шпанску поморску експедицију да пређе Атлантски океан у потрази за алтернативним путем до Далеког истока. Колумбо је сматрао да је са својом посадом дошао у Источну Индију, али су Европљани годинама касније схватили да су их његова путовања довела у Нови свијет. Његово прво путовање у Нови свијет обављено је на шпанским бродовима Ниња, Пинта и Санта Марија и трајало је око три мјесеца. Његов долазак је покренуо колонизацију Америке прво од стране Шпаније, а затим и других европских сила, као и пренос биљака, животиња, културе, људске популације и технологије између Новог и Старог свијета, што је догађај који неки историчари с краја 20. вијека називају Колумбова размјена.
У неким државама Латинске Америке 12. октобар је познат као Дан расе, а празник се тако звао и у Мексику док није преименован у Дан плурикултуралне нације. У Шпанији се тај дан такође слави као Дан државности или Дан Хиспанидада, а поклапа се и са вјерским празником Госпе од Ступа. Крајем 20. и у 21. вијеку многе државе Јужне Америке су преименовале празник, у Перуу је од 2009. познат као Дан аутохтоних народа и међукултурног дијалога, у Белизеу и Уругвају као Панамерички дан и Дан Америке, у Аргентини као Дан поштовања културне разноликости, а у Венецуели као Дан отпора аутохтоног народа. У Сједињеним Америчким Државама, многе државе су престале да обиљежавају празник крајем 20. вијека, а 1992. на тај дан је почео да се слави Дан домородачких народа, који је званично признат 2021. али није усвојен као савезни празник.

## Сједињене Америчке Државе

### Историја
Прва прослава Колумбовог дана одржана је 12. октобра 1792. године, када је Колумбијски ред Њујорка, познатији као Тамани Хол, одржао догађај у знак сјећања на 300. годишњицу његовог искрцавања. Исте године је подигнут Колумбов обелиск у Балтимору. Тај дан је прослављен у Њујорку 12. октобра 1866. године. За 400. годишњицу искрцавања 1892. године, након линча 11 италијанских имиграната од стране мафије у Њу Орлеансу, предсједник Бенџамин Харисон је прогласио Колумбов дан за једнократну националну прославу. Проглас је био дио ширег напора након инцидента линча да се умире Италијани Американци и ублаже дипломатске тензије са Италијом. Током годишњице 1892. године, учитељи, проповједници, пјесници и политичари су користили ритуале да поучавају идеале патриотизма, приликом чега су узимали теме као што су границе грађанства, важност лојалности нацији и прослављање друштвеног напретка, међу којима је била и Заклетва застави Сједињених Америчких Држава Френсиса Беламија.
Први пут је проглашен као законски празник у Сједињеним Америчким Државама кроз лобирање Анђела Нокеа у Денверу, а први празник у цијелој држави прогласио је гувернер Колорада Џеси Ф. Мекдоналд 1905. године, док је 1907. године постао законски празник.
Године 1934. након лобирања Витезова Колумба и италијанског вође Ђенероза Поупа из Њујорка, Конгрес је донио статут у коме је наведено да се од предсједника тражи да сваке године изда проглас којим се 12. октобар одређује као Колумбов дан, да владини званичници Сједињених Америчких Држава истакну заставу САД на свим владиним зградама на тај дан и да народ обиљежава тај дан у школама и црквама или на другим одговарајућим мјестима, уз одговарајуће церемоније које изражавају јавно расположење које приличи годишњици открића Америке. Предсједник Френклин Д. Рузвелт је објавио проглас 1936. у којем је написао: „Док Јавна резолуција 21, са Седамдесет трећег конгреса, одобрена 30. априла 1934. предвиђа: ‚Да је предсједник Сједињених Држава овлашћен и од њега се тражи да изда проглас којим се 12. октобар сваке године означава као Колумбов дан и позива званичнике Владе да истичу заставу Сједињених Држава на свим зградама Владе тог датума и позива људе Сједињених Држава да обиљежавају дан у школама и црквама или на другим одговарајућим мјестима, уз одговарајуће церемоније које изражавају јавно расположење које приличи годишњици открића Америке‘, дакле, ја, Френклин Д. Рузвелт, предсједник Сједињених Америчких Држава, у складу и на основу овлашћења које ми је дато горе поменутом јавном резолуцијом, овим прогласом одређујем 12. октобар сваке године као Колумбов дан и налажем да тог дана застава Сједињених Држава буде истакнута на свим зградама Владе, даље, позивам народ Сједињених Држава да обиљеже дан одговарајућим церемонијама у школама и црквама или на другим погодним мјестима. У потврду чега сам ставио руку и учинио да се стави печат Сједињених Држава. Сачињено у граду Вашингтону 30. септембра, године Господа нашег хиљаду деветсто тридесет четврте, и сто педесет девете године независности Сједињених Америчких Држава.“
Године 1941. у Другом свјетском рату, око 1.881 италијански Американац је био интерниран и изгубио права као „непријатељски странац“ због распрострањеног вјеровања да ће остати лојални Италији и силама Осовине. Већина интернираних су били држављани Италије, укључујући италијанске студенте и бизнисмене који су боравили у САД, док у интернацију није било укључено око 600.000 Италијана који су емигрирали у Сједињене Америчке Државе и милиони других Американаца италијанског поријекла, али су им уведена разна ограничења и забране кретања, док су многи испитивани. На Колумбов дан 1942. године, Рузвелт је најавио укидање ознаке италијанских Американаца као „непријатељских странаца“ заједно са планом да се понуди држављанство за 200.000 старијих Италијана који живе у Сједињеним Америчким Државама који нису могли да стекну држављанство због захтјева писмености. Спровођење тог плана није завршено све док они који су били интернирани у логорима нису пуштени након предаје Италије савезницима 8. септембра 1943. године.
Године 1966. Мариано А. Лука, из Буфала, основао је Национални комитет за Колумбов дан, који је лобирао да то постане савезни празник. Ти напори су били успјешни и закон о успостављању као савезног празника потписао је предсједник Линдон Џонсон 28. јуна 1968. а ступио је на снагу од 1971. године.
Од 1971. када је Колумбов дан постао званично признат савезни празник у Сједињеним Америчким Државама, обиљежава се другог понедељка у октобру, у знак сјећања на годишњи предсједнички проглас у којем се наводе Колумбова достигнућа. Обично је нерадан дан за банке, тржиште обвезница, америчку поштанску службу, друге савезне агенције, већину државних владиних канцеларија, многа предузећа и већину школских округа. Нека предузећа и неке берзе остају отворене, а неке државе и градови уопште не обиљежавају празник. Традиционални датум је такође близу годишњице Морнарице Сједињених Америчких Држава (основане 13. октобра 1775. године), због чега морнарица и Марински корпус обично обиљежавају оба празника и дају три или четири слободна дана заредом.
Након што је обиљежавање премјештено на други понедељак у октобру, поклапа се са Даном захвалности у Канади.

### Локализација
Обиљежавање празника варира у различитим дијеловима Сједињених Америчких Држава, у распону од великих парада и догађаја до потпуног необиљежавања, јер га већина држава не слави као званични државни празник. Неки га обиљежавају као „Дан обиљежавања“ или „Дан признања“, а већина држава које га славе затварају државне службе, док друге раде нормално.
У Сан Франциску сматрају да је најстарија прослава која постоји у цијелој земљи годишња парада Колумбовог Дана коју је организовала италијанско-америчка заједница, коју је установио Никола Ларко 1868. године, док се у Њујорку одржава највећа парада, са преко 35.000 учесника и око милион гледалаца 2010. године. У паради 2010. учествовали су извођачи традиционалне италијанске и италијанско-америчке музике, плесачи и улични извођачи, пловци на којима су приказиване слике личности из области културе, више од десет марширајућих оркестара, као и разне америчке и међународне званице.
Као и у континенталном дијелу Сједињених Америчких Држава, Колумбов дан је законски празник на америчкој територији Порторико, док се на Америчким Дјевичанским Острвима тај дан слави и као Колумбов дан и као „Дан пријатељства у Порторику“.
У Вирџинији се такође славе два законска празника тог дана, Колумбов дан и Дан побједе у Јорктауну, којим се одаје почаст коначној побједи у опсади Јорктауна у Рату за независност.

### Државе у којима се не слави
Иако је Колумбов дан национални празник и прослава италијанског насљеђа, његова прослава у САД почела је да опада крајем 20. вијека. Године 1992. истог датума је почео да се слави Дан домородачких народа, након чега су га увели окрузи и државе које нису признавали Колумбов дан, као што су Округ Колумбија, државе Колорадо, Хаваји, Аљаска, Вермонт, Јужна Дакота, Њу Мексико, Мејн, Минесота и дјелови Калифорније, укључујући Округ Лос Анђелес. На Хавајима је нови празник постао познат под називом Дан открића, а у Јужној Дакоти као Дан америчких домородаца. У државама Делавер, Орегон и Вашингтон, Колумбов дан није званични празник, док је у Колораду 2020. укинут и донесена је одлука да се замијени са Даном Френсис Ксавије Кабрини, који се обиљежава првог понедељка у октобру умјесто другог.
У Ајови и Невади се празник не слави као званични, али се од гувернера статутом тражи да прогласе тај дан сваке године. Неколико држава је уклонило тај дан као плаћени празник за раднике државне владе, задржавајући га или као Дан признања, или као законски празник за друге сврхе, укључујући Калифорнију и Тексас.
Пракса да амерички градови избјегавају Колумбов дан да би прославили Дан домородачких народа почела је 1992. године у Берклију у Калифорнији. Након њега, бројни градови су се такође одлучили да славе Дан домородачких народа, међу којима су Остин, Бојси, Синсинати, Денвер, Лос Анђелес, Манкејто, Филаделфија, Минеаполис, Портланд, Сан Франсиско, Санта Фе, Солт Лејк Сити, Сијетл, Сент Пол, Финикс, Такома и други градови.
У Коламбусу је одлучено да се ода почаст ветеранима умјесто прославе Колумбовог дана, који је званично уклоњен као градски празник 2018. године. Различите племенске владе у Оклахоми одредиле су тај дан као Дан Индијанаца или га називају по свом племену.
Године 2017. градско вијеће Акрона у Охају се подијелило по расним линијама одлуком да се Колумбов дан замијени Даном домородачких народа, што је изазвало одбијање градске италијанско-америчке заједнице. Године 2018. постигнут је договор тако што је градско вијеће изгласало да се први понедељак у октобру именује за Дан домородачких народа Сјеверне Америке уз очување Колумбовог дана, али је 2020. донесена одлука да се Колумбов дан преименује у Дан италијанско-америчког насљеђа и културе.

## Латинска Америка
Датум када је Колумбо стигао у Америку слави се у неким земљама Латинске Америке, а најчешћи назив за прославу на шпанском у тим земљама, као и у неким заједницама у САД био је Дан расе или Дан шпанског народа, којим се обиљежавају први сусрети Европљана и америчких старосједилаца. Назив је одабрао бивши шпански министар Фаустино Родригез Сан Педро, као предсједник Иберо-америчке уније, који је 1913. смислио прославу која би ујединила Шпанију и Латинску Америку и за датум је изабрао 12. октобар. Године 1914. по први пут је прослављен под тим називом, а 1915. га је Унија прославила у Малаги. Дан је први пут обиљежен у Аргентини 1917. године, у Венецуели и Колумбији 1921. у Чилеу 1922. године, а у Мексику 1928. Под истим називом се обиљежавао и у Шпанији до 1957. године, када је промијењен на Дан Хиспанидада, док се у Венецуели под тим називом славио до 2002. када је промијењен у Дан отпора аутохтоног народа. У Боливији је 2011. назив промијењен у Дан деколонизације, у Мексику је 2020. промијењен у Дан плурикултуралне нације, У Чилеу у Дан сусрета свјетова, у Костарици у Дан сусрета култура, у Доминиканској Републици у Дан културног идентитета и различитости, док се на Бахамима славио као Дан открића до 2012. након чега је укинут и од 2013. се слави Дан хероја. Првобитно је празник био замишљен као прослава латиноамеричког утицаја у Америци, али су га националистички активисти широм Латинске Америке почели да сматрају као супротност Колумбовом дану, за прославу аутохтоне расе и културе и њиховог отпора доласку Европљана у Америку.
У Сједињеним Америчким Државама, Дан расе је служио као вријеме мобилизације панетничких латино активиста, које је повећано од 1960-их, а од тада, израз La Raza су хиспаноамерички активисти користили као периодични поклич. Први латиноамерички марш на Вашингтон догодио се на Колумбов дан 1996. године. Латиноамеричка организација социјалне правде у САД је користила назив Национални савјет La Raza од 1968. до 2017. када је промијењен у UnidosUS.
Папа Јован Павле II посјетио је 10. октобра 1992. Доминиканску Републику да прослави 500. годишњицу открића Америке и доласка хришћанства у Нови свијет, а његова посјета је завршена мисом у националној катедрали, првој катедрали на западној хемисфери.

### Аргентина
Дан расе је установљено у Аргентини 1916. декретом предсједника Иполита Ирогојена, а први пут је прослављен 1917. Године 2007. Национални институт против дискриминације, ксенофобије и расизма направио је декрет о промјени имена у Дан поштовања културне разноликости, који је усвојен 2010. након што га је потписала предсједница Кристина Киршнер. Наведено је да је промјена заснована на чињеници да подјела људи на „расе” нема валидност и да та категорија представља погрешну и пејоративну политичко-друштвену концепцију и да његова употреба фаворизује само расистичке захтјеве. Такође је наведено да је национални план против дискриминације међу својим прерогативима, утврдио да 12. октобар буде „дан историјског размишљања и интеркултуралног дијалога“, чиме је предвиђено да се престане са обиљежавањем освајања Америке и процеса који је цијенио само европску културу, да би се умјесто тога славиле и уважавале културне разноликости којима су домородачки народи и народи поријеклом из Африке допринјели и настављају да доприносе стварању аргентинског идентитета.
Статуа Колумба, која је постављена 1910. на тргу иза Ружичасте куће у Буенос Ајресу како би се обиљежила стогодишњица независности Аргентине од Шпаније, уклоњена је 2013. а умјесто ње постављена је статуа Хуану Азурдуј де Пардиљи, једном од вође у борби за независност чији су преци били старосједиоци. Замјена статуа изазвала је сукобе око историјског сјећања, националног идентитета и права на јавни простор, након чега је 2017. статуа Азурдуја премјештена.

### Колумбија
У Колумбији, чије име потиче од самог Колумба, славио се Дан расе и Дан Хиспанидада, што се сматрало као прилика да се прослави сусрет „два свијета“ и да се размишља о богатству које је расна разноликост донијела култури. Усвојен је као државни празник 1939. године, а 1983. је одлучено да се слави другог понедељка у октобру. Министарство културе је 2021. промијенило назив празника у Дан етничке и културне разноликости колумбијске нације, како би се истакла етничка разноликост присутна на колумбијској територији, истичући да је концепт расе коришћен за класификацију људских бића, чиме су стваране лажне хијерархије и супериорности у различитим друштвеним контекстима.

### Перу
У Перуу је био познат као Дан открића Америке. Године 2009. указом предсједника Алана Гарсије назив је промијењен у Дан старосједилачких народа и међукултурног дијалога. Истакнуто је да празник има за циљ да препозна културну разноликост која је присутна у овим градовима, богатство њихових обичаја, традиције, вјеровања, начина живота и знања, као и да се истакне важност промовисања међукултуралног дијалога и уважавања етничких и културних разлика.

### Венецуела
Између 1921. и 2002. у Венецуели је слављен празник Дан расе, који је званично установљен 1921. године под предсједником Хуаном Висентеом Гомезом. Дана 12. октобра 2002. Предсједник Уго Чавез, на захтјев домородачких организација и уз подршку тадашњег министра образовања Аристобула Истуриза, донио је одлуку о промјени имена у Дан отпора аутохтоног народа. Дана 12. октобра 2004. група провладиних активиста срушила је статуу Кристифора Колумба у Каракасу, коју је направио Рафаел де ла Кова у 19. вијеку, а која је постављена 1904. Активисти су такође попрскали графите преко његовог постамента, а то мјесто је 2008. године преименовано у „Шетња отпора домородаца“, док је 2015. на постољу постављена статуа једног од вођа домородачких народа, Гваикајпура.
Предсједник Николас Мадуро је 2022. године прогласио 12. октобар као „Дан аутохтоног отпора и деколонизације Америке“ и истакао да то није дан открића, ни сусрета, ни расе, већ да је то дан сјећања на отпор старосједилачких народа.

### Костарика
У Костарици је званично уведен празник Дан открића и расе 1968. а 21. септембра 1994. је преименован у Дан сусрета култура, приликом чега је наведено да је циљ да се препозна мјешавина европских, индијанских, афричких и азијских култура који чине модерну костариканску и латиноамеричку културу и етничку припадност. Празник се према Закону о раду Костарике обиљежавао 12. октобра, с тим да ако буде у уторак, сриједу, четвртак или петак, послодавци као нерадни дан дају наредни понедељак.
Године 2020. донесена је одлука о укидању празника, о чему се расправљало неколико година, а умјесто њега уведен је празник Дан укидања војних снага, који је одређен за 1. децембар.

### Салвадор
У јуну 1915. установљен је званични празник Дан расе у Салвадору, који је одређен за 12. октобар. Дана 12. октобра 2021. Законодавна скупштина укинула је празник уз образложење да желе да потврде поријекло и идентитет аутохтоних народа које су претходне владе заборавиле и које су деценијама славиле Дан расе као позитиван догађај, али да он никада није усвојио механизме за унапређење људских права.

### Мексико
У Мексику је уведен празник 1928. године и славио се као Колумбов дан или Дан расе. Дана 18. децембра 2020. године, декретом предсједника Андреса Мануела Лопеза Обрадора, назив је промијењен у Дан плурикултуралне нације. Није класификован као празник и све радње и институције раде као и обично.
Статуа Колумба у улици Пасео де ла Реформа у Мексико Ситију је уклоњена 2020. а годину дана касније је замијењена репликом Младе жене из Амахака, скулптуром која приказује жену старосједиоца.

### Чиле
У Чилеу је проглашен празником законом 3810 из 1922. године, у којем је назван Годишњица открића Америке, иако је неформално био познат као Дан расе, именом којим се у то вријеме славио у Шпанији. Године 2000. објављен је Закон 19.668, којим је празник помјерен за понедељак који је најближи 12. октобру уколико тог датума спада други дан. Такође је наведена промјена назива у Дан сусрета свјетова. Током 2020. године, представници група аутохтоних народа извели су протестне шетње захтијевајући веће признање права њихових предака.

## Кариби
У Карибима се празник слави у неколико држава, а тај дан се у Белизеу назива Дан Америке или Панамерички дан. На Бахамима је био познат као Дан открића до 2012. након чега је укинут и од 2013. се слави Дан хероја. Године 1937. кубански предсједник Федерико Ларедо Бру је разговарао са нацијом и земљама Америке на Куби 12. октобра у знак сјећања на путовање Кристифора Колумба у Нови свијет. Он је говорио о Колумбовом утицају на земљу и будућност њеног насеља, а говор је завршио истичући поштовање Колумбових напора да колонизује и успостави насеља дуж новог фронта. Такође је изјавио „За моју расу је мој дух позван“, да би подржао политику у то вријеме.

### Колумбово насљеђе
У децембру 1937. кубански предсједник Федерико Ларедо Бру и предсједник Доминиканске Републике Рафаел Трухиљо наредили су посади авијатичара да путују кроз Латинску Америку и да прикупљају средства из великих главних градова за монументални светионик у Доминиканској Републици, а истраживање је инспирисано Колумбовим путовањем преко сјеверног Атлантског океана до Америке. Експедиција се састојала од три авиона Stinson Reliant SR-9s позајмљена од кубанских ваздухопловних снага, које су назвали Санта Марија, Ниња и Пинта, по бродовима којима је командовао Колумбо, као  и Curtiss-Wright CW-19 из доминиканске војне авијације под називом Колон по Колумбу. Дана 15. децембра, након посјете већем дијелу Јужне Америке, њихов лет до Лиме ометала је пјешчана олуја. Авиони Колон и Ла Пинта су принудно слетјели у Писко, док је Ниња нестала у олуји. Санта Марија је једини авион који је стигао до Лиме, слетјевши у ваздухопловну базу Лас Палмас на дан олује. Након потраге, посада из авиона Ниња је радио-везом јавила гдје се налазе након што им је радио био оштећен у олуји. Експедиција је 29. децембра полетјела са аеродрома Ел Течо у Боготи на путу до аеродрома Ел Гуабито у Калију. Касније током дана, посада је улетјела у олују изнад долине Каука, а због слабе видљивост и лоше навигације, Ниња, Ла Пинта и Санта Марија су ударили у планине, док је Колон прелетио олују и стигао до Панама Ситија. Он је сачуван као успомена на храброст посаде и Колумбово путовање.
Године 1992. у знак сјећања на 500. годишњицу открића Америке, свечано је отворен Колумбов светионик у Санто Доминго Естеу, који је направљен од бетона и дугачак је 210 метара, док је архитектура у облику крста и представља христијанизацију Америке. Служи и као маузолеј и музеј, а у њему су изложени разни предмети, укључујући чамац са Кубе и колумбијски накит, а доминиканске власти су истакле да се у њему такође налазе Колумбови остаци. Шпанске власти су ДНК тестовима доказале да су остаци који се налазе у катедрали у Севиљи Колумбови, док доминиканске власти нису дозволиле ДНК анализу.

## Европа

### Италија
Од 18. вијека, многе италијанске заједнице у Америци обиљежавале су годишњицу открића Новог свијета као прославу свог насљеђа, пошто је Колумбо рођен у Републици Ђенови, која је касније припојена Италији након уједињења. У Италији се тај дан званично обиљежава од 2004. године, под називом Национални дан Кристофора Колумба.
Кућа Кристифора Колумба у Ђенови, представља реконструкцију куће из 18. вијека у којој је Колумбо одрастао. Историјски документи показују да је Колумбо ту живио између 1455. и 1470. године, а у то вријеме кућа је имала два или три спрата, са радњом у приземљу и улазним вратима лијево од продавница. Реконструкција куће је изграђена изван зидина Ђенове из 14. вијека, јер је у том дијелу током периода ренесансе, почела интензивна градња, која се углавном састојала од јавних станова.
Организација Lega Navale Italiana је креирала Колумбову регату као прославу његовог достигнућа. Италијани такође у његову част дају по њему имена многим цивилним и војним бродовима, као што је брод за обуку СС Кристифоро Колумбо, који је постављен 15. априла 1926. а уништен је у пожару 1968. и океански брод СС Кристифоро Колумбо који је постављен 10. маја 1953. а растављен је 1982. у Гаосјону на Тајвану.

### Шпанија
Прва прослава открића Америке од стране Колумба у Шпанији одржана је 1642. године када је у Сарагоси слављен празник Госпе од Ступа као симбол Хиспанидада на датум када је шпанска експедиција дошла у Нови свијет. Тај празник је проглашен вјерским празником широм Шпанског царства 1730. Године 1892. проглашен је 12. октобар као једнократни национални дан у знак сјећања на 400 годишњицу открића Америке и тада је први пут разматрано одржавање тог празника. Шпанска влада је предложила и друге нацијама (Хиспаноамеричким земљама, Италији и Сједињеним Америчким Државама) да се придруже прослави, коју су они свечано обиљежавали, уз неколико изузетака. Откриће Америке и Хиспаноземство се слави као национални дан од 1918. године под различитим називима попут Дан Хиспанидада или Дан расе, због промјена политичких режима у 20. вијеку, а национални дан је проглашен да нагласи везе Шпаније са Хиспанидадом, међународном хиспано заједницом и шпанском заоставштином у свијету.
Године 1981. краљевским декретом је установљен празник под називом Национална прослава и Дан Хиспанидада као национални празник. Године 1987. назив је поново промијењен у Национална прослава и представља Дан државности Шпаније и такође је један од  од двије националне прославе, заједно са Даном устава 6. децембра, као дио договора између конзервативаца, који су жељели да нагласе статус монархије и историју Шпаније и Републиканаца, који су жељели да обиљеже успон шпанске демократије званичним празником. Од 2000. године 12. октобар је такође и Дан оружаних снага Шпаније, који се сваке године слави војном парадом у Мадриду. Празник се у Шпанији слави званичним и културним догађајима широм земље, продавнице и предузећа су затворени као и на друге празнике, а прослава је повећана јер се такође обиљежавају Госпа од Ступа, која се сматра Мајком Хиспанидада и Госпа од Гвадалупе у Екстремадури, која је проглашена за краљицу Хиспанида 1928. од стране Ватикана. Манастир Госпе од Гвадалупе у Екстремадури је био мјесто на којем је у јуну 1492. одржан одлучујући састанак монарха и Колумба за почетак организовања путовања и у њему су Изабела I од Кастиље и Фернандо II од Арагона потписали документ којим му је одобрено путовање. У манастир је Колумбо дошао 1493. године, одмах по повратку са свог првог путовања, да јој захвали за безбједно путовање и успјехе.

## Критике
Годинама након прве прославе Колумбовог дана 1892. године, почело је противљење одржавању празника, због патњи нанесених америчким Индијанцима ширењем на запад.
Протести и критике такође потичу од антиимигрантског нативистичког политичког покрета Know Nothing, који је настојао да елиминише прославу празника због повезаности са имигрантима из католичких земаља Ирске и Италије, као и америчке католичке братске организације Витезови од Колумба. Неки антикатолици, укључујући Кју-клукс-клан и Жене Кју-клукс-клана, противили су се прослављању Колумба или његовим споменицима јер су сматрали да то повећава католички утицај у Сједињеним Америчким Државама, које су углавном биле протестантска земља.
На љето 1990. године, 350 представника група америчких Индијанаца из цијеле хемисфере састало се у главном граду Еквадора, Киту, на првом међуконтиненталном окупљању старосједилаца у Америци, како би се организовали против прославе 500. годишњице Колумбовог дана планиране за 1992. Године 1991. у Дејвису се скупило више од стотину Индијанаца на састанку који је услиједио након састанка у Киту и прогласили су 12. октобар 1992. године за „Међународни дан солидарности са старосједилачким народом“.
Од 1990-их, све више људи је почело да се противи прослави празника који велича Колумба, због акција које су спроводили он и други Европљани против аутохтоног становништва Америке. Тај покрет су у почетку предводили Индијанци, а проширили су га љевичарске политичке странке. Различити празници у Колумбову част су укинути крајем 20. и у 21. вијеку, а разне латиноамеричке земље су промијениле празнике како би признале аутохтоно становништво.
Једна од главних критика се првенствено односи на третман аутохтоног становништва током европске колонизације Америке, која је услиједила након Колумбовог открића. Неке групе, као што је Покрет америчких Индијанаца, сматрају да су акције и неправде против Индијанаца маскирани митовима и прославама о Колумбу. Амерички антрополог Џек Ветерфорд је изјавио да на Колумбов дан Американци славе највеће таласе геноцида америчких Индијанаца познатих у историји.
Друге групе и људи који критикују прослављање празника фокусирају се на лик самог Колумба. На датум прослављања празника 2004. године, последњи том компендијума докумената из Колумбовог доба објавио је Универзитет Калифорније, средњовјековни и ренесансни центар Лос Анђелеса, а у њему се наводи да је Колумбо експлоатисао и поробио старосједиоце. Исте године су активисти у Каракасу срушили Колумбову статуу.
Хауард Зин, историчар са Спелман колеџа, у својој књизи Народна историја Сједињених Држава писао је о томе како је Колумбо лично наредио поробљавање и сакаћење домородачког народа Аравака у покушају да се отплати својим инвеститорима.
Новинар и медијски критичар Норман Соломон је у књизи Колумбов дан: Сукоб митова и историје написао да многи људи одлучују да се држе митова умјесто стварности у догађајима око Колумба. Он је истакао да долазак Шпанаца није био користан за Индијанце наводећи записе из књиге Историја Индија од Бартоломеа де лас Казаса, који је посматрао регион гдје је Колумбо био гувернер. Лас Казас је написао да су Шпанци били вођени незаситном похлепом док су убијали и мучили старосједиоце најчуднијим и најразноврснијим новим методама окрутности, написавши: „моје очи су видјеле та дјела која су толико страна људској природи, а сада дрхтим док пишем“.